# Maudslay (motoryzacja)
Maudslay – dawne brytyjskie przedsiębiorstwo zajmujące się produkcją samochodów. Istniało do lat 1947 - 1948, a marka Maudslay zniknęła z rynku w roku 1954.
Korzenie firmy Maudslay sięgały pierwszej połowy XIX wieku, gdy rodzina Maudslay prowadziła warsztaty inżynieryjne. W 1902 roku założono Maudslay Motor Company i zajęto się wytwarzaniem samochodów osobowych wyższej klasy oraz pojazdów ciężarowych. Znakiem rozpoznawczym aut Maudslay była okrągła chłodnica. Składano je w krótkich seriach, niewielkiej liczbie egzemplarzy z luksusowym wyposażeniem. Po I wojnie światowej porzucono montaż aut osobowych i skoncentrowano się na segmencie aut ciężarowych. W międzyczasie wytwarzano także omnibusy, w tym jedne z pierwszych piętrowych autobusów na rynku brytyjskim.
Po II wojnie światowej zakłady Maudslay znalazły się w kryzysie z powodu trudnej sytuacji ekonomicznej na rynku oraz polityki gospodarczej rządu. Na przełomie 1947 i 1948 roku zostały przejęte przez Associated Commercial Vehicles (ACV) i połączone z firmami AEC oraz Crossley. Markę Maudslay utrzymywano na rynku do 1954 roku.

## Modele osobowe
| Model              | Rok budowy | Liczba cylindrów | Pojemność w cm³ |
| 18 HP              | 1902-1904  | 3                | 3383            |
| 25 HP              | 1904       | 3                | 4828            |
| 40 HP              | 1904       | 6                | 6766            |
| 60 HP              | 1904       | 6                | 9586            |
| 16/20 HP           | 1905       | 3                | 3063            |
| 20 HP              | 1905       | 4                | 3656            |
| 20/30 HP           | 1906-1907  | 4                | 4084            |
| 30/40 HP           | 1906       | 4                | 6437            |
| 27 HP              | 1906-1915  | 6                | 4961            |
| 30/40 HP           | 1906       | 6                | 6126            |
| 35/45 HP           | 1907-1911  | 4                | 6437            |
| 25/30 HP           | 1908-1911  | 4                | 5187            |
| 60 HP              | 1909       | 6                | 9656            |
| 17 HP              | 1910-1914  | 4                | 3308            |
| 15/80 HP Prototype | 1923       | 6                | 1991            |

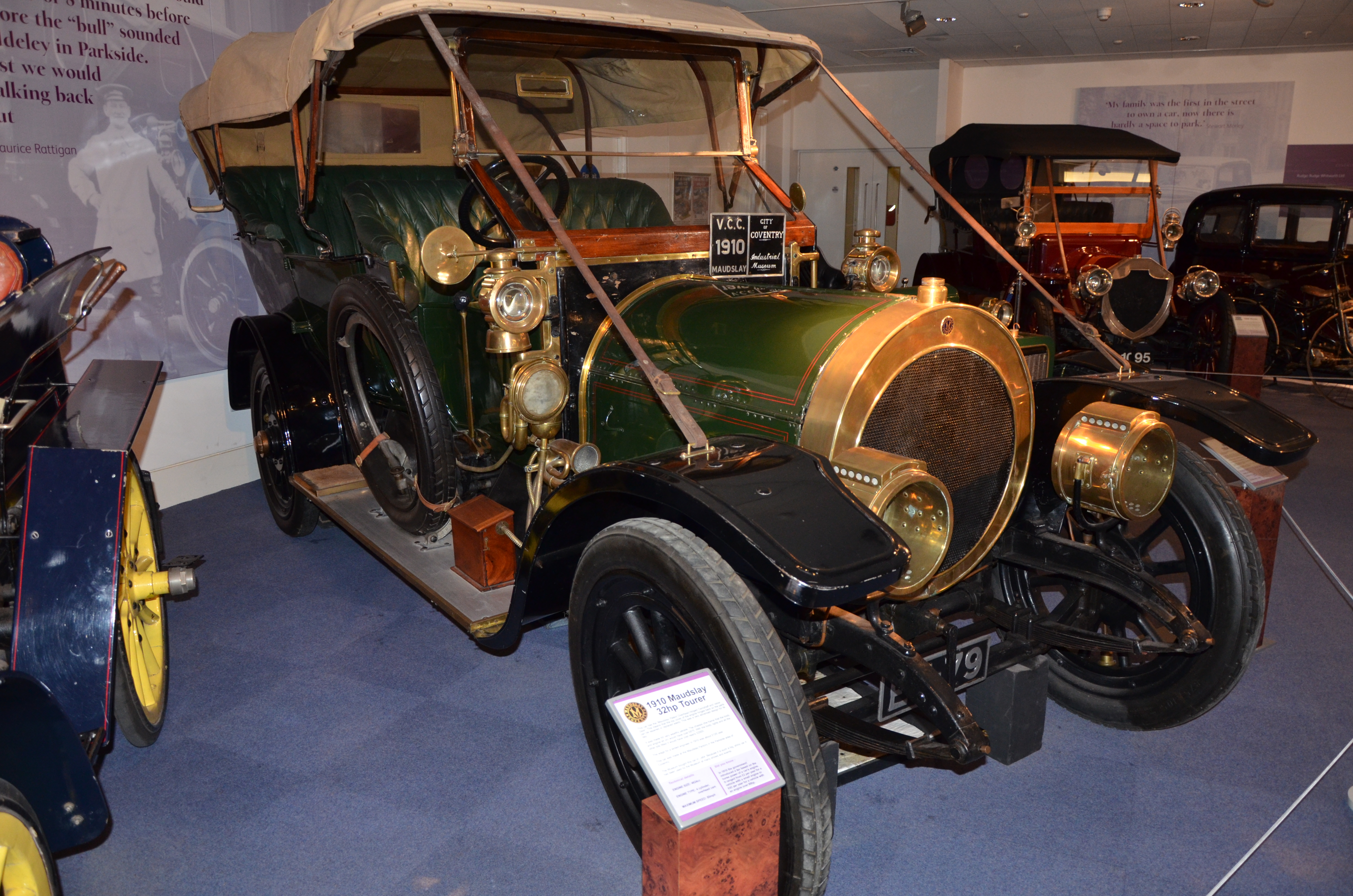
Maudslay 32 HP Tourer (1910)
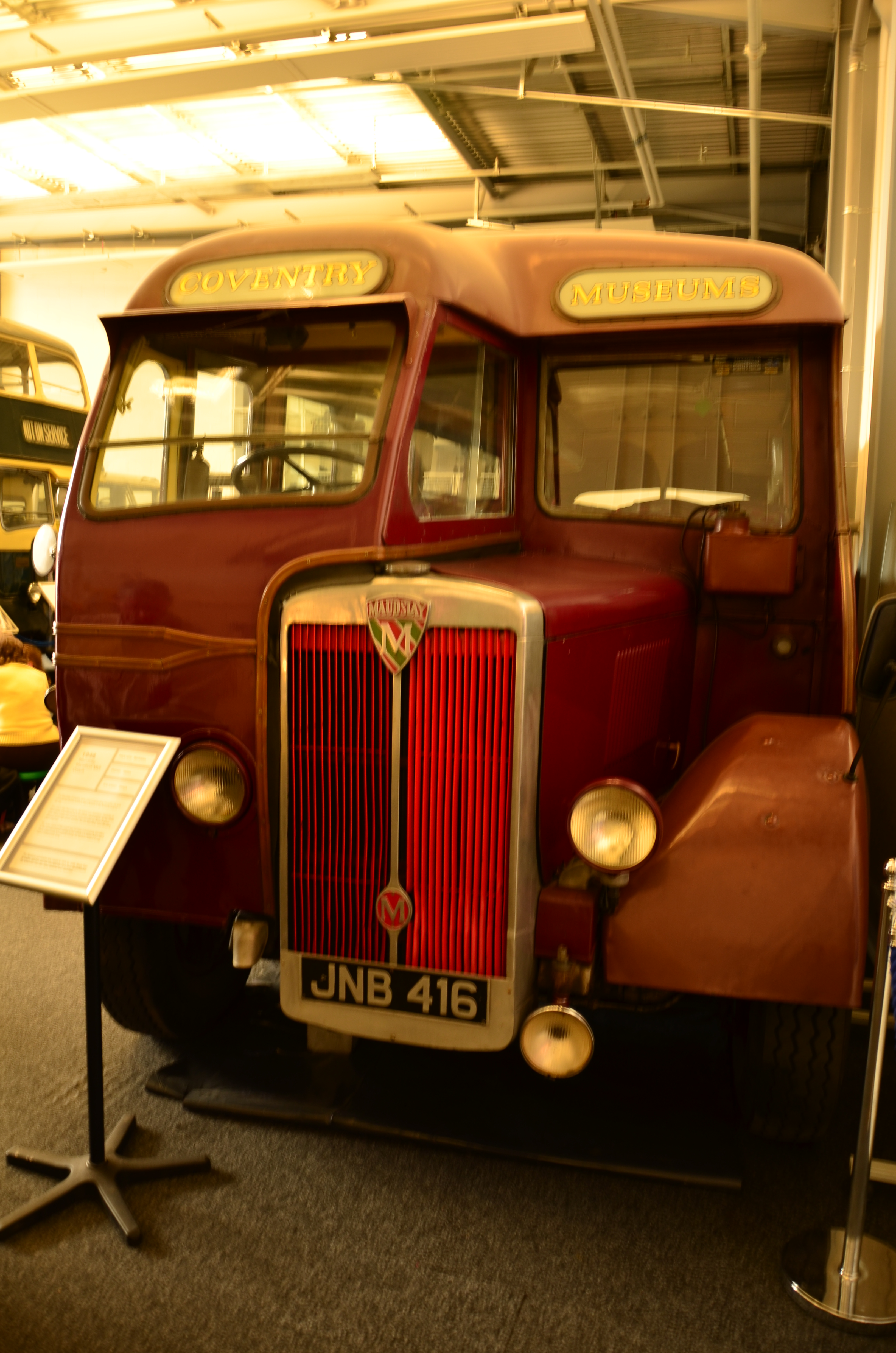
Maudslay Marathon II (1948)